# Дуга-Реса
Дуга-Реса (хорв. Duga Resa) — город в Хорватии, в центральной части страны жупании Карловац. Население по данным переписи 2001 года — 6 601 человек в самом городе и 12 114 в общине с центром в Дуга-Ресе.

## Общие сведения
Дуга-Реса находится в 7 километрах юго-западнее Карловца. Город стоит на реке Мрежница, притоке реки Корана у подножия холма Виница (321 м). Через город проходит важная автомобильная дорога, ведущая из Карловца в сторону перевала Вратник в горах Велебит и далее к адриатическому побережью и городу Сень. Железнодорожная станция на линии Карловац — Огулин — Делнице — Риека. Крупнейшее предприятие города — ткацкая фабрика, основанная в 1884 году. Гостей города привлекает возможность рыбной ловли в чистой и богатой рыбой Мрежнице.
Дуга-Реса впервые упомянута в 1380 году. «Дуга» — означает «длинная», этимология слова Реса остаётся спорным, по различным версиям оно восходит к украшению на народном костюме, названию растения, имени собственному.

## Достопримечательности
- Церковь Святого Петра — построена в XVI веке, впоследствии перестраивалась, современный облик приобрела в 1711 году.